# Gesamtanlage Altstadt Markgröningen

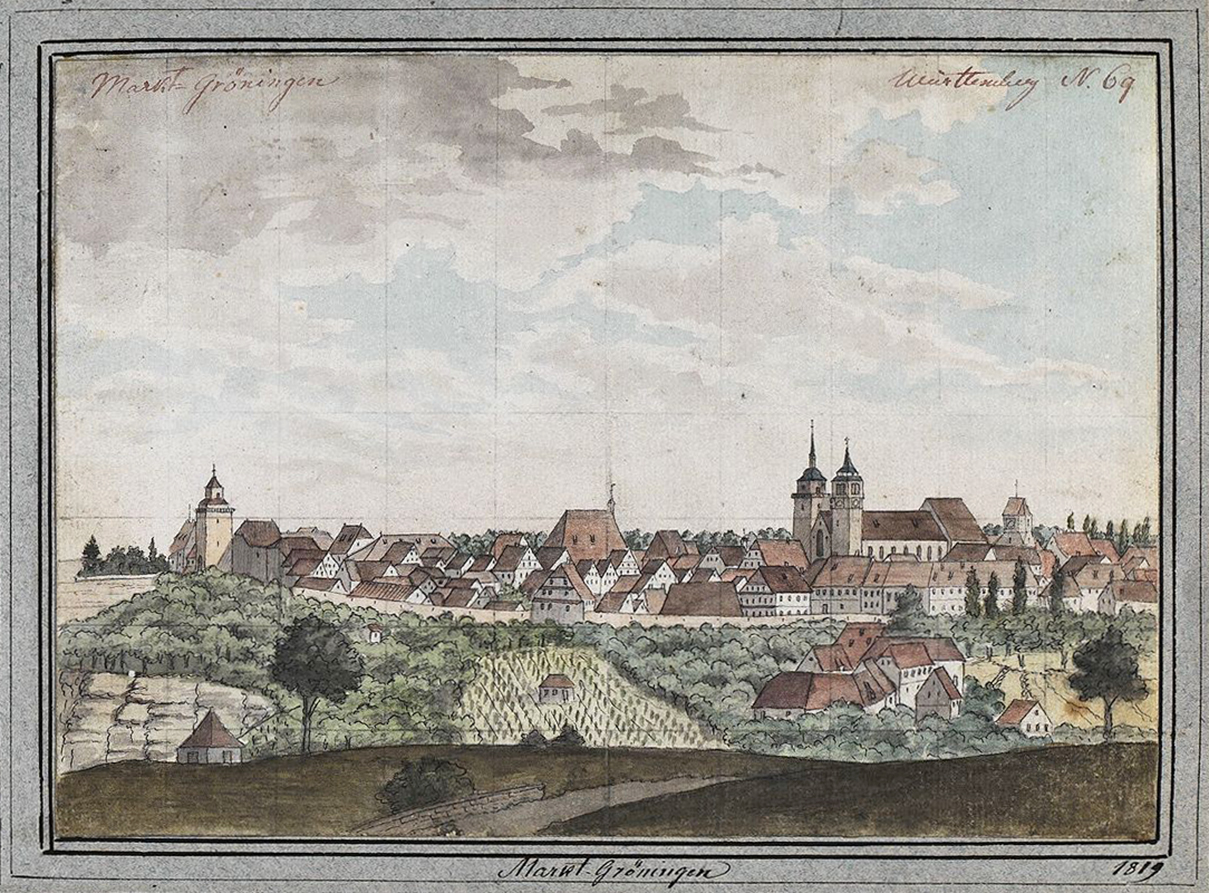
Markgröningen 1819

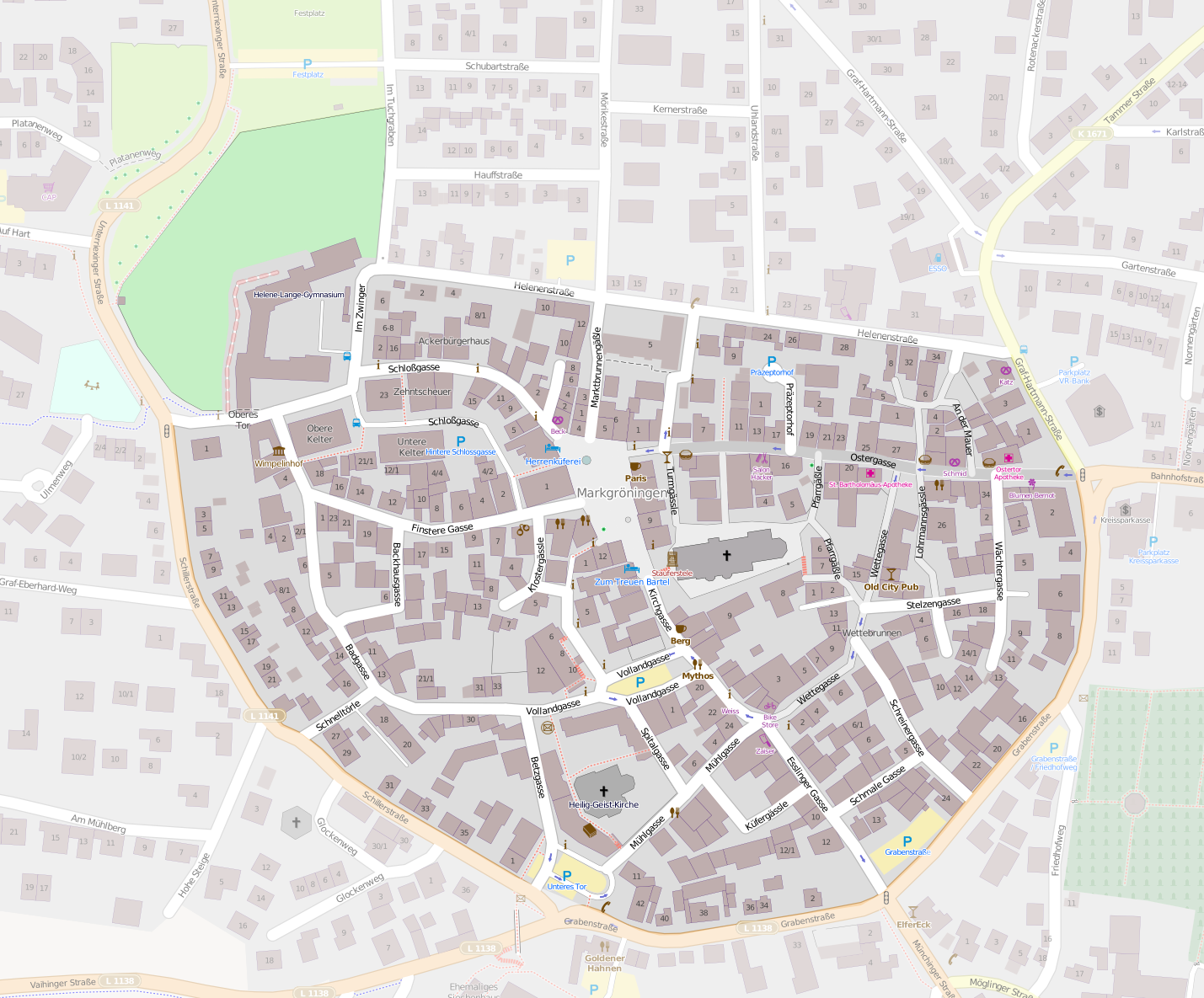
Gesamtanlage Altstadt Markgröningen

Die Gesamtanlage Altstadt Markgröningen ist ein denkmalgeschütztes Ensemble in Markgröningen, einer Stadt im Landkreis Ludwigsburg in Baden-Württemberg. Geschützt ist seit 1981 das aus dem Gebiet der zur Mitte des 13. Jahrhunderts zur staufischen Stadt ausgebauten Altstadt.

## Allgemeines
Gesamtanlagen schützen gemäß § 19 Denkmalschutzgesetz Baden-Württemberg Straßen-, Platz- und Ortsbilder, an deren Erhaltung aus wissenschaftlichen, künstlerischen oder heimatgeschichtlichen Gründen ein besonderes öffentliches Interesse besteht. Geschützt ist das überlieferte Erscheinungsbild der Gesamtanlage mit seinen Bestandteilen und Merkmalen. Neben Bauwerken zählen dazu auch Straßen- und Platzräume oder Grün- und Freiflächen. Schützenswert können außerdem die topographische Lage, der Ortsgrundriss oder eine Stadtsilhouette sein. Der Gesamtanlagenschutz umfasst bei Gebäuden nur die von außen sichtbaren Teile; bei Kulturdenkmalen innerhalb der Gesamtanlage, die zusätzlich nach anderen Bestimmungen des Gesetzes geschützt sind, ist darüber hinaus auch das Innere Gegenstand des Denkmalschutzes.

## Beschreibung
Der dörfliche Siedlungskern von Markgröningen wurde 779 erstmals erwähnt, er befand sich im Bereich der späteren Wettegasse. Von hier ausgehend hatte sich die Stadt nach Westen ausgedehnt, mit der ehemaligen Reichsburg am Nordwesteck, mit dem Heilig-Geist-Spital im Südwesten und mit einem großzügigen Marktplatz am Rand zur alten Siedlung. Als ehemalige Reichsstadt seit 1336 in württembergischem Besitz, erlebte die Stadt bis zum 16. Jahrhundert eine Blütezeit, die sich in den überlieferten Bauten eindrucksvoll niederschlägt. Erst der Dreißigjährige Krieg und im 18. Jahrhundert das Erstarken Ludwigsburgs führten zu einem weitgehenden Bedeutungsverlust. In der im 15. Jahrhundert reichsten Stadt Württembergs haben sich neben der Stadtkirche, dem ehemaligen Schloss, dem Spital und dem Rathaus viele bürgerliche und ackerbürgerliche Anwesen insbesondere des späten Mittelalters und der Renaissance erhalten, die das Stadtbild entlang der Hauptachsen bestimmen. Aufgrund dieser Bedeutung ist die Altstadt von Markgröningen eine geschützte Gesamtanlage.
Teile der Gesamtanlage Markgröningen:

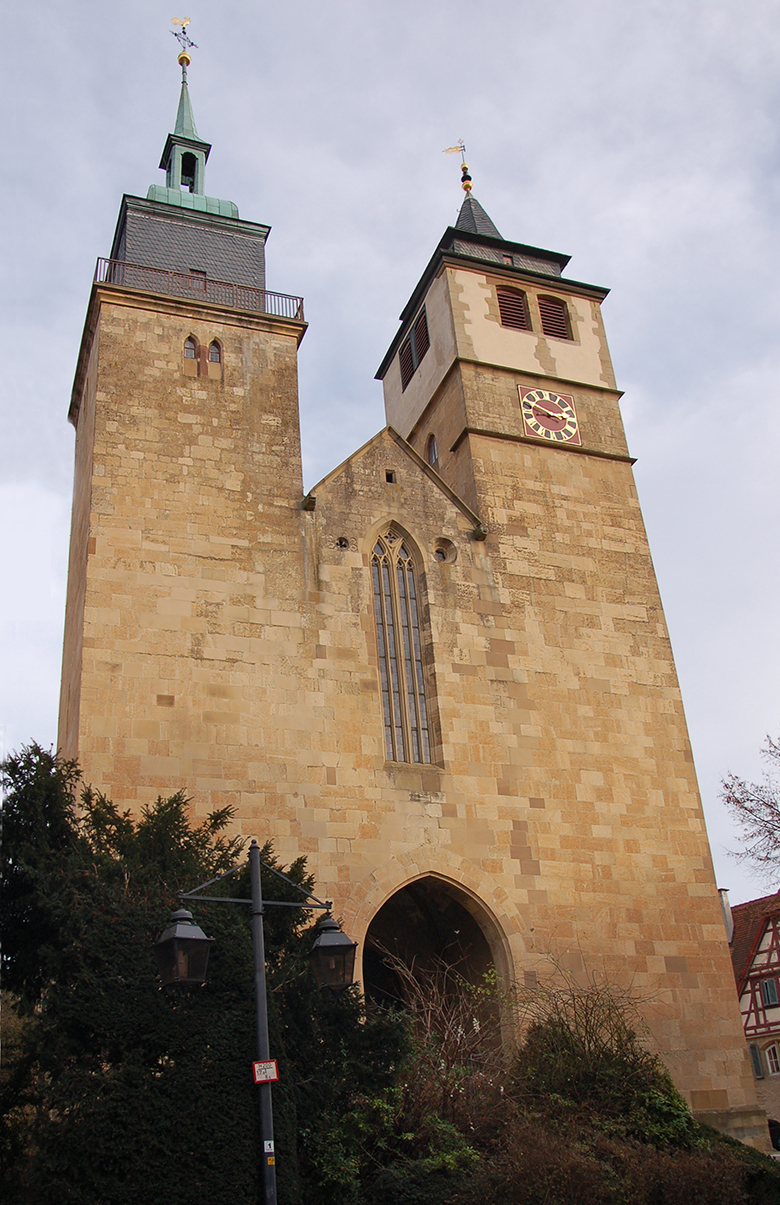
Bartholomäuskirche
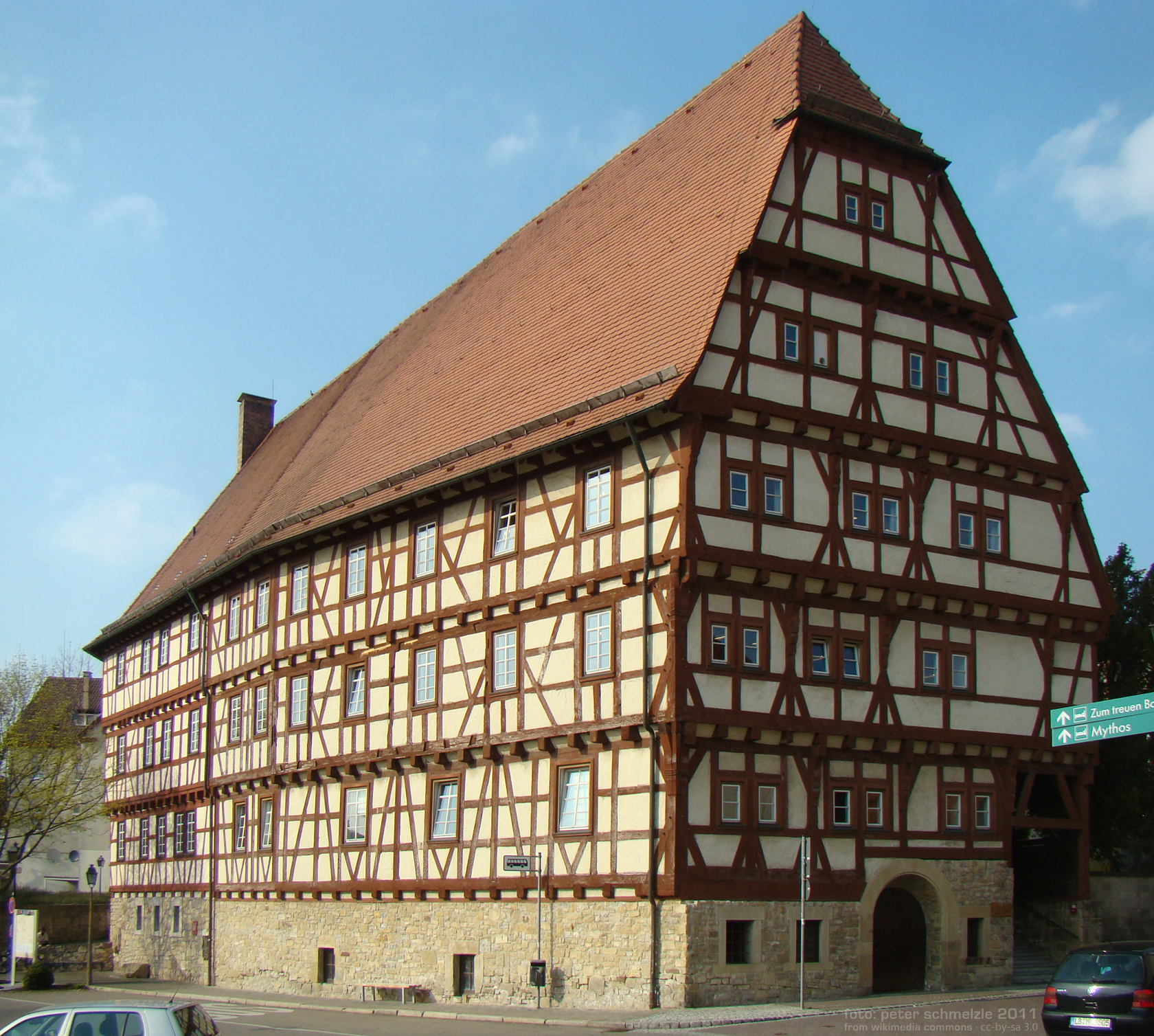
Heilig-Geist-Spital
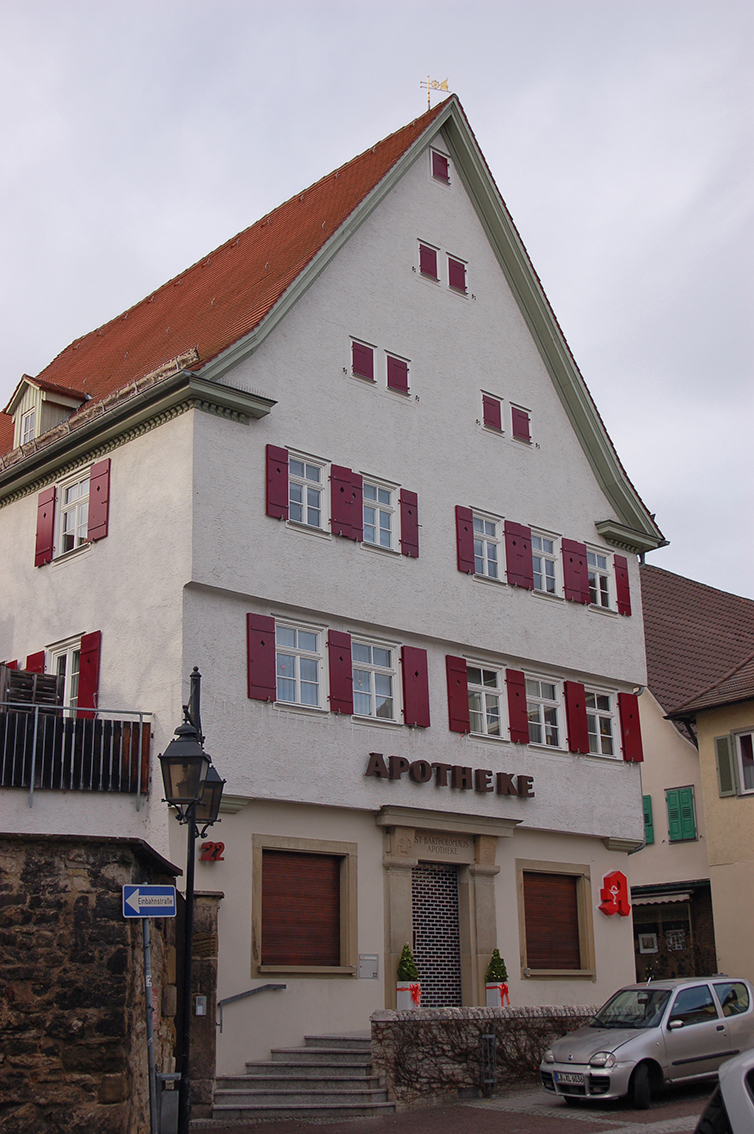
Kameralamt
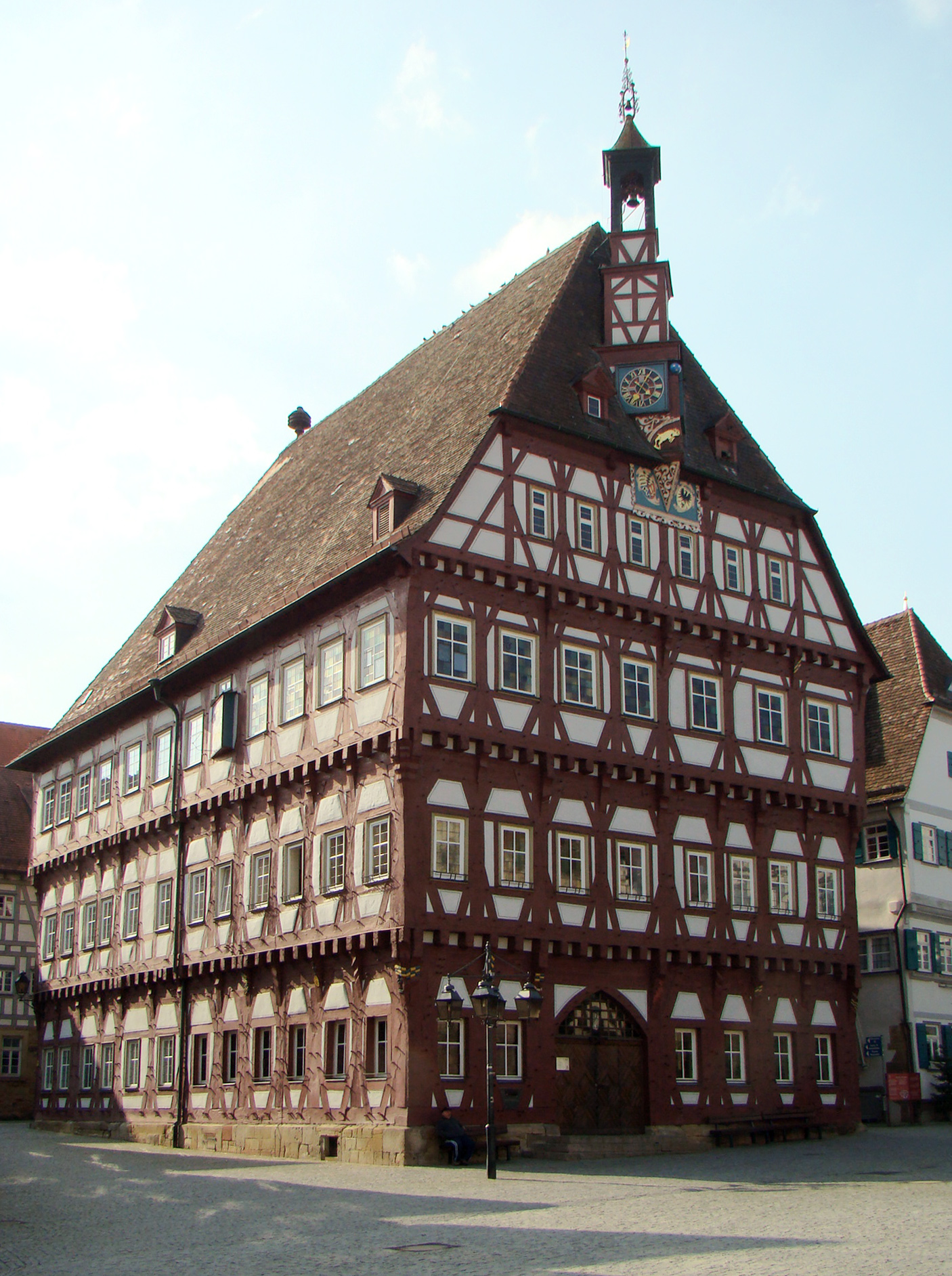
Rathaus
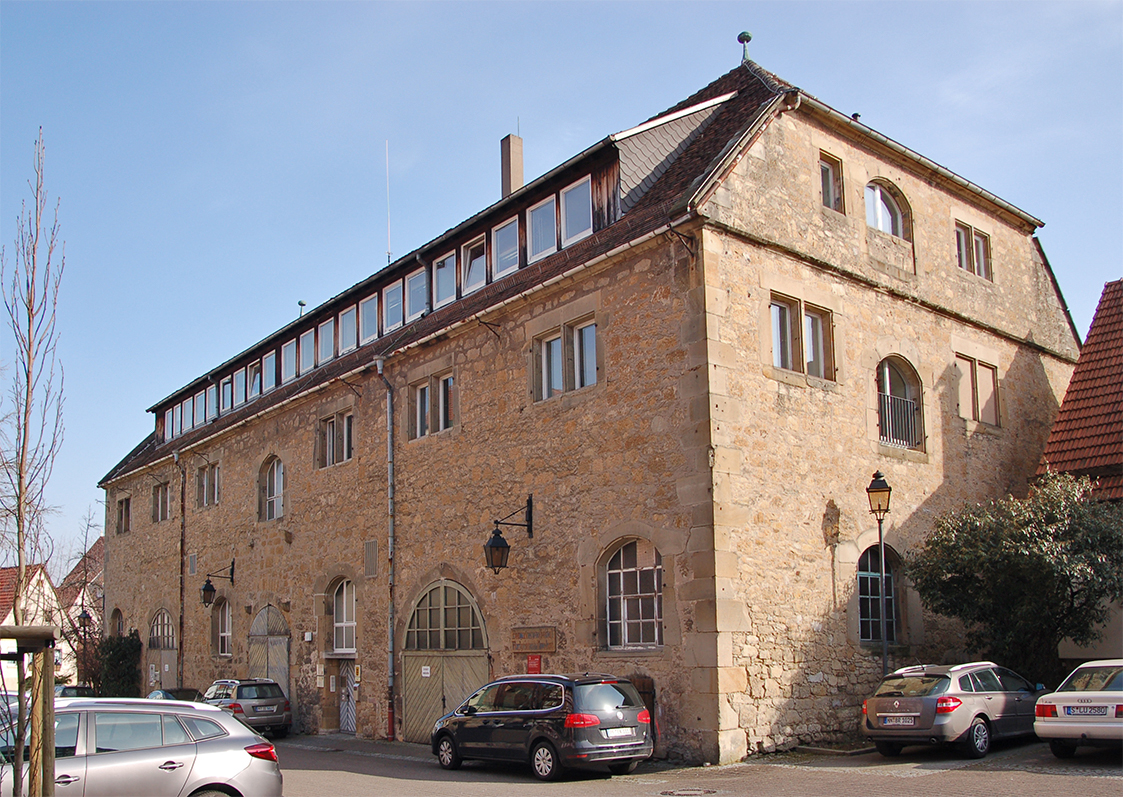
Untere Kelter
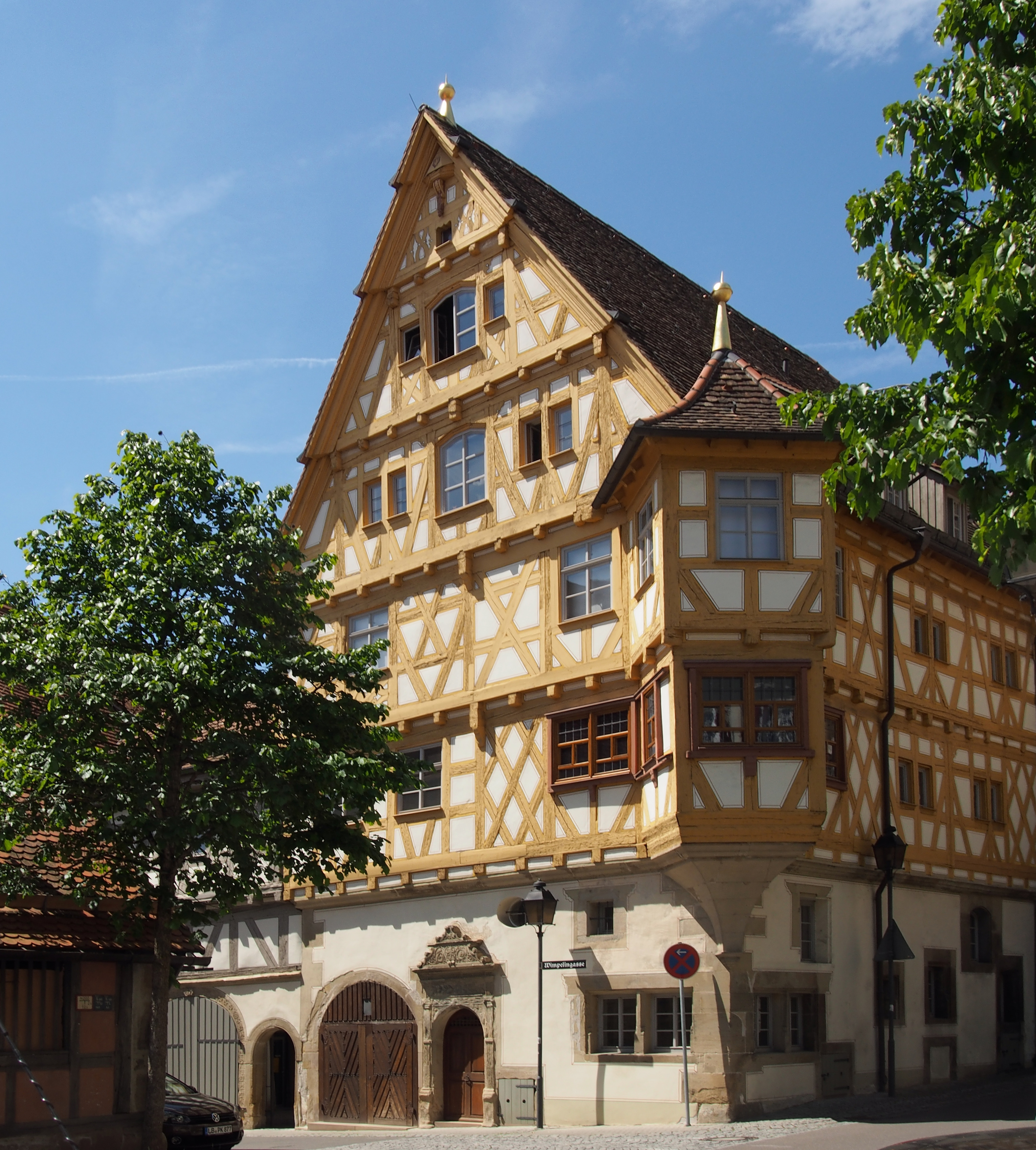
Wimpelinhaus
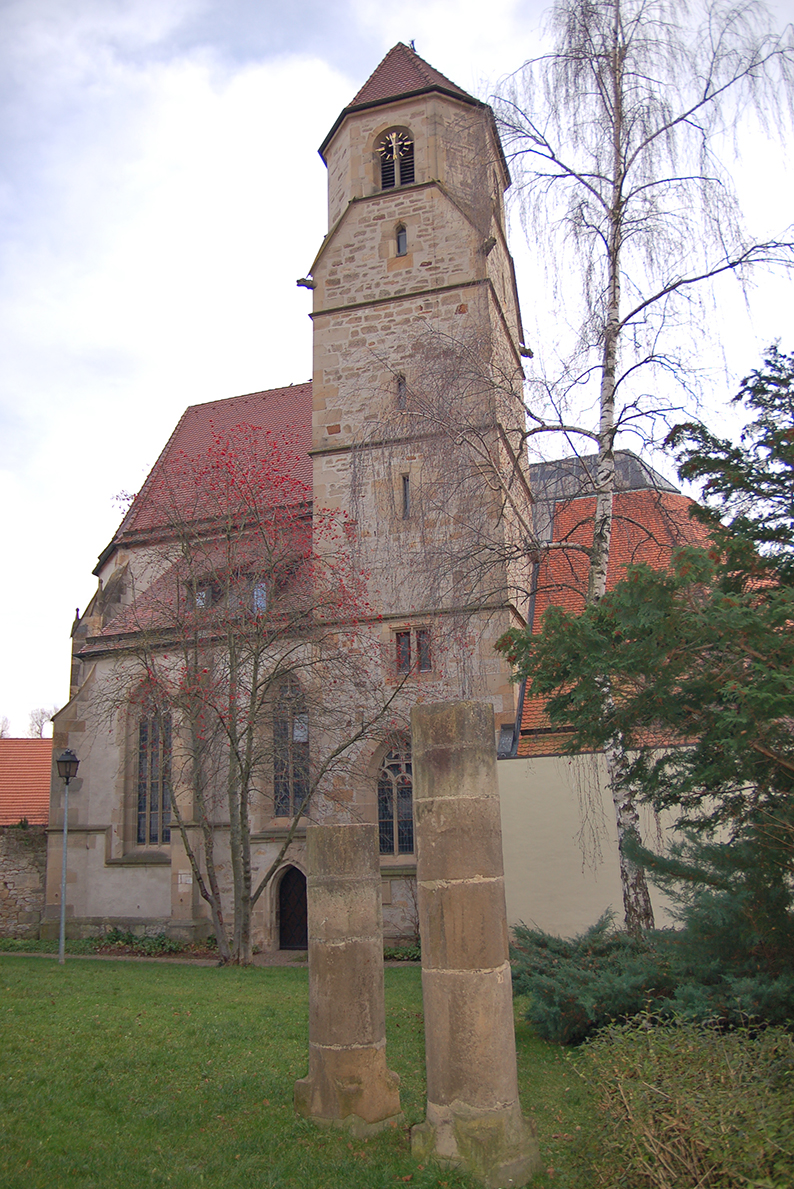
Heilig-Geist-Kirche